# Edgar Blanchard
Edgar Blanchard (17 augustus 1924 – 16 september 1972) was een Amerikaanse R&B-gitarist, bandleider en arrangeur die tussen de jaren veertig en zestig een prominente rol speelde in het muzikale leven van New Orleans.
Blanchard, volledige naam Edgar Vernon werd geboren in Grosse Tete, een dorp in Louisiana. Hij was de zoon van Elizabeth en Sam Blanchard, en leerde zowel gitaar als banjo spelen. Hij was tijdens de Tweede Wereldoorlog in Europa gestationeerd en bij zijn terugkeer vormde hij zijn eigen bandje de Gondoliers, dat hij zo noemde ter herinnering aan zijn diensttijd in Italië. In 1947 begon hij als bandleider in de Down Beat club aan Rampart Street in New Orleans. De bezetting van de band was wisselend, maar Blanchard was een van de weinige met twee gitaristen in zijn band. Roy Brown trad soms op als een van zijn zangers, Ernest McLean als tweede gitarist en Frank Fields op bas.
De band van Blanchard stond bekend om zijn vermogen om in verschillende stijlen te spelen, van cocktail muziek tot harde R&B. Ze namen in 1949 voor het eerst met Alexander Lightfoot op in Houston in Texas voor Don Robey's Peacock Records, maar zijn opnames waren niet succesvol en hij keerde terug naar New Orleans waar hij met zijn band een vaste aanstelling kreeg in de Dew Drop Inn, waar hij o.a. speelde met saxofonist Otis Ducker.
In 1947 speelde Blanchard gitaar op de opname van "True" door Paul Gayten voor Okeh Records.
Begin jaren 1950 nam Blanchard en zijn band voor Atlantic Records twee nummers op met Ray Charles als zanger, "I Wonder Who?" en "Feelin' Sad", later verschenen op een compilatie-cd Ray Charles – Blues+Jazz. In 1950 ontbond Blanchard tijdelijk de Gondeliers om in de band van Roy Brown te spelen. In 1956 nam hij voor Specialty Records met Roy Montrell als tweede gitarist een tweetal instrumentals, waaronder "Mr. Bumps," op.
Blanchard speelde gitaar op een groot aantal opnames, die in de jaren 1950 gemaakt werden in de J&M studio van Cosimo Matassa, zoals met Roy Brown, Big Joe Turner, Ray Charles en Professor Longhair voor Atlantic Records; Lloyd Price en Little Richard voor Specialty Records en Paul Gayten, Bobby Charles, Eddie Bo en Clarence 'Frogman' Henry voor Chess Records. Andere bandleden van de Gondeliers waren saxofonist August "Dimes" Dupont, bassist Frank Fields, pianist Lawrence Cotton en drummer Alonzo Stewart.
In 1958 begon Blanchard te werken als gitarist, arrangeur en producer voor Joe Ruffino's Ric-label, waarvoor hij opnames maakte met Johnny Adams. Hij nam een slecht ontvangen comedy-album op, Let's Have a Blast with the Gondoliers, uitgebracht in 1961, met een veertien minuten durende versie van Tom Dooley. Tot halverwege de jaren 1960 bleef hij met zijn band optreden in clubs in New Orleans. Zijn laatste, atypisch rauwe opnames werden eind jaren 1960 gemaakt, maar werden destijds niet uitgegeven.
Blanchard overleed aan een hartaanval in september 1972, op zijn werk als nachtwaker, indertijd als een vergeten musicus.